# Imatynib
Imatynib, imatinib – organiczny związek chemiczny stosowany jako lek w leczeniu nowotworów. Imatynib jest pierwszym inhibitorem hamującym receptory kinazy tyrozynowej. Stał się wzorem dla kolejnych terapii celowanych w leczeniu nowotworów krwi. Do celów farmaceutycznych stosowany jest w formie soli – metanosulfonianu.

## Historia
Imatynib został opracowany jako lek w latach 90. XX wieku przez biochemika Nicholasa Lydona (z firmy Novartis) i onkologa Briana Drukera z Oregon Health and Science University. W maju 2001 roku imatynib w formie polimorficznej beta został dopuszczony do obrotu (pod nazwą Gleevec) przez amerykańską Agencję Żywności i Leków. W tym samym miesiącu informacja o wprowadzeniu imatynibu ukazała się na okładce magazynu Time; nowy lek przedstawiono jako „magiczną pigułkę” w leczeniu raka. 
W roku 2009 Brian Druker, Nicholas Lydon i Charles Sawyers otrzymali Nagrodę im. Alberta Laskera w dziedzinie klinicznych badań medycznych za „przekształcenie śmiertelnego raka w stan przewlekły”.
W 2010 roku Instytut Farmaceutyczny w Warszawie otrzymał nagrodę w Konkursie Polski Produkt Przyszłości za proces wytwarzania imatynibu w innej formie polimorficznej – alfa.

## Mechanizm działania

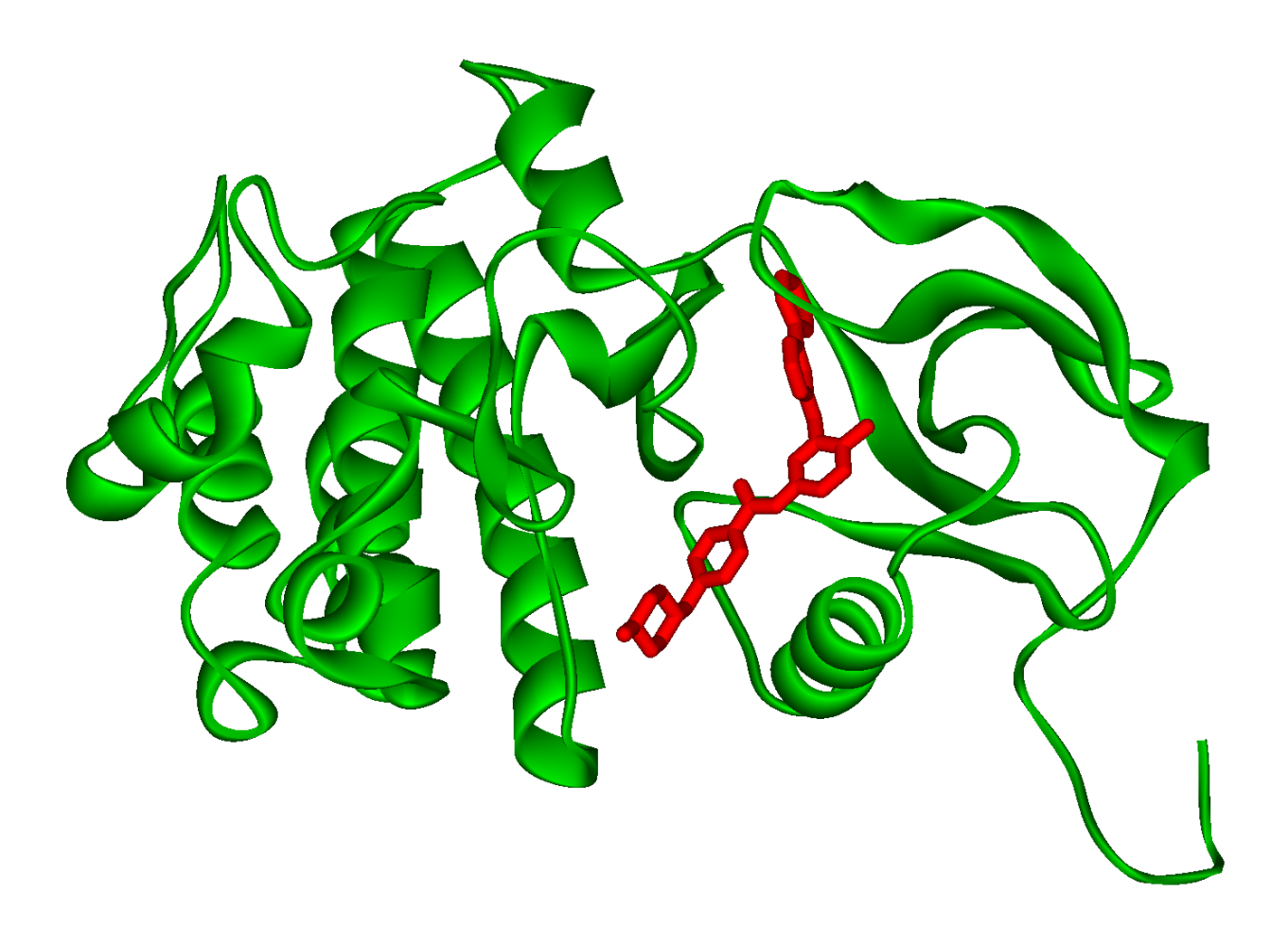
Wzór wstążkowy kinazy BCR-Abl (zielony) w kompleksie z cząsteczką imatynibu (czerwony)

Imatynib jest inhibitorem kinaz tyrozynowych. Hamuje między innymi kinazę BCR-Abl, co powoduje zatrzymanie proliferacji komórek i nasila ich apoptozę. Działa w takim samym stopniu na komórki linii BCR-Abl-dodatnich i świeżo pobrane komórki od chorych z przewlekłą białaczką szpikową z obecnym chromosomem Philadelphia i z ostrą białaczką limfoblastyczną.
W badaniach in vivo na modelu zwierzęcym z użyciem BCR-Abl-dodatnich komórek nowotworowych imatynib samodzielnie wykazuje działanie przeciwnowotworowe. Ma też silne działanie hamujące receptory czynnika aktywacji płytek (PDGF) i czynnika komórek macierzystych (SCF). Wybiórczo hamuje protoonkogen c-KIT i ekspresję białka KIT.

## Farmakokinetyka
Po podaniu doustnym bezwzględna dostępność biologiczna leku wynosi około 98%. Imatynib w 95% wiąże się z białkami osocza. Jego T1/2 wynosi około 18 godzin. Metanosulfonian imatynibu metabolizowany jest głównie do N-demetylowej pochodnej piperazyny, o podobnej sile działania. W biotransformacji imatynibu uczestniczy izoenzym CYP3A4 cytochromu P450. Imatynib hamuje kompetycyjnie izoenzymy CYP2C9, CYP2D6 i CYP3A4/5.

## Wskazania
- Leczenie dorosłych pacjentów oraz dzieci i młodzieży z nowo rozpoznaną przewlekłą białaczką szpikową (CML) z chromosomem Philadelphia (BCR-Abl, Ph+), którzy nie kwalifikują się do zabiegu transplantacji szpiku jako leczenia pierwszego rzutu.
- Leczenie dorosłych pacjentów oraz dzieci i młodzieży z CML Ph+ w fazie przewlekłej, gdy leczenie interferonem alfa jest nieskuteczne lub w fazie akceleracji choroby, lub w przebiegu przełomu blastycznego.
- Leczenie dorosłych pacjentów z nowo rozpoznaną ostrą białaczką limfoblastyczną z chromosomem Philadelphia (Ph+ ALL) w skojarzeniu z chemioterapią.
- Leczenie dorosłych pacjentów z nawracającą lub oporną na leczenie Ph+ ALL w monoterapii.
- Leczenie dorosłych pacjentów z zespołami mielodysplastycznymi lub mieloproliferacyjnymi związanymi z rearanżacją genu receptora płytkopochodnego czynnika wzrostu (PDGFR, od ang. platelet-derived growth factor receptor).
- Leczenie dorosłych pacjentów z zaawansowanym zespołem hipereozynofilowym i/lub przewlekłą białaczką eozynofilową z rearanżacją FIP1L1-PDGFRα.
- Leczenie dorosłych pacjentów ze złośliwymi, nieoperacyjnymi KIT-dodatnimi nowotworami podścieliskowymi przewodu pokarmowego i/lub z ich przerzutami.
- Leczenie adiuwantowe dorosłych pacjentów z istotnym ryzykiem nawrotu po zabiegu usunięcia KIT-dodatnich nowotworów podścieliskowych przewodu pokarmowego. Pacjenci z małym lub bardzo małym ryzykiem nawrotu nie powinni otrzymywać leczenia adiuwantowego.
- Leczenie dorosłych pacjentów z nieoperacyjnymi włókniakomięsakami guzowatymi skóry (DFSP, od ang. dermatofibrosarcoma protuberans) oraz dorosłych pacjentów z nawracającymi i (lub) z przerzutami DFSP, którzy nie kwalifikują się do zabiegu chirurgicznego.
- Leczenie chorych z zaawansowanym czerniakiem z rzadką mutacją genu c-KIT[4].

## Przeciwwskazania
- Nadwrażliwość na substancję czynną lub którykolwiek składnik preparatu.

## Interakcje
Inhibitory izoenzymu CYP3A4 cytochromu P450 (ketokonazol, itrakonazol, flukonazol, erytromycyna, klarytromycyna) mogą spowalniać metabolizm leku i zwiększać jego stężenie w osoczu. Induktory CYP3A4 (deksametazon, fenytoina, karbamazepina, ryfampicyna, fenobarbital, ziele dziurawca) mogą nasilić metabolizm imatynibu i zmniejszyć jego stężenie w osoczu.
Imatynib może zwiększać stężenie leków metabolizowanych przez CYP3A4 (triazolobenzodiazepin, antagonistów wapnia z grupy dihydropirydyny, niektórych inhibitorów reduktazy HMG-CoA). Zalecana jest ostrożność przy podawaniu imatynibu razem z substratami CYP3A4 o wąskim współczynniku terapeutycznym (takimi jak cyklosporyna lub pimozyd). W trakcie leczenia imatynibem należy unikać stosowania paracetamolu. W badaniach in vitro imatynib hamuje aktywność izoenzymu CYP2D6 cytochromu P450, stąd potencjalnie zwiększone jest ryzyko stosowania leków będących substratami tego izoenzymu (np. warfaryny).

## Działania niepożądane
Najczęstszymi działaniami niepożądanymi podczas stosowania imatynibu są:
- nudności o niewielkim nasileniu (56%)
- wymioty (33%)
- skurcze mięśni (33%)
- obrzęki wokół oczu (30%)
- osutka (25%)
- biegunka (24%)
- obrzęki kończyn dolnych (17%)
- bóle mięśni (11%[5])
- bóle brzucha
- zmęczenie
- objawy zatrzymania płynów (wysięk opłucnowy, wodobrzusze, obrzęk płuc, gwałtowne zwiększenie masy ciała, obrzęki).

## Stosowanie w ciąży i podczas laktacji
Kategoria D. Imatynibu nie powinno się stosować w ciąży, o ile nie jest to bezwzględnie konieczne. Kobiety w wieku rozrodczym powinny stosować skuteczne metody antykoncepcji w czasie leczenia. Nie należy karmić piersią podczas leczenia tym specyfikiem.

## Dawkowanie
Dawkę leku należy przyjmować doustnie, podczas posiłku, popijając dużą ilością wody. W czasie leczenia należy monitorować stężenia bilirubiny i aminotransferaz w osoczu, a także regularnie oceniać obraz krwi obwodowej i masę ciała. Nie ma konieczności modyfikowania dawki imatynibu u pacjentów w starszym wieku.

## Preparaty

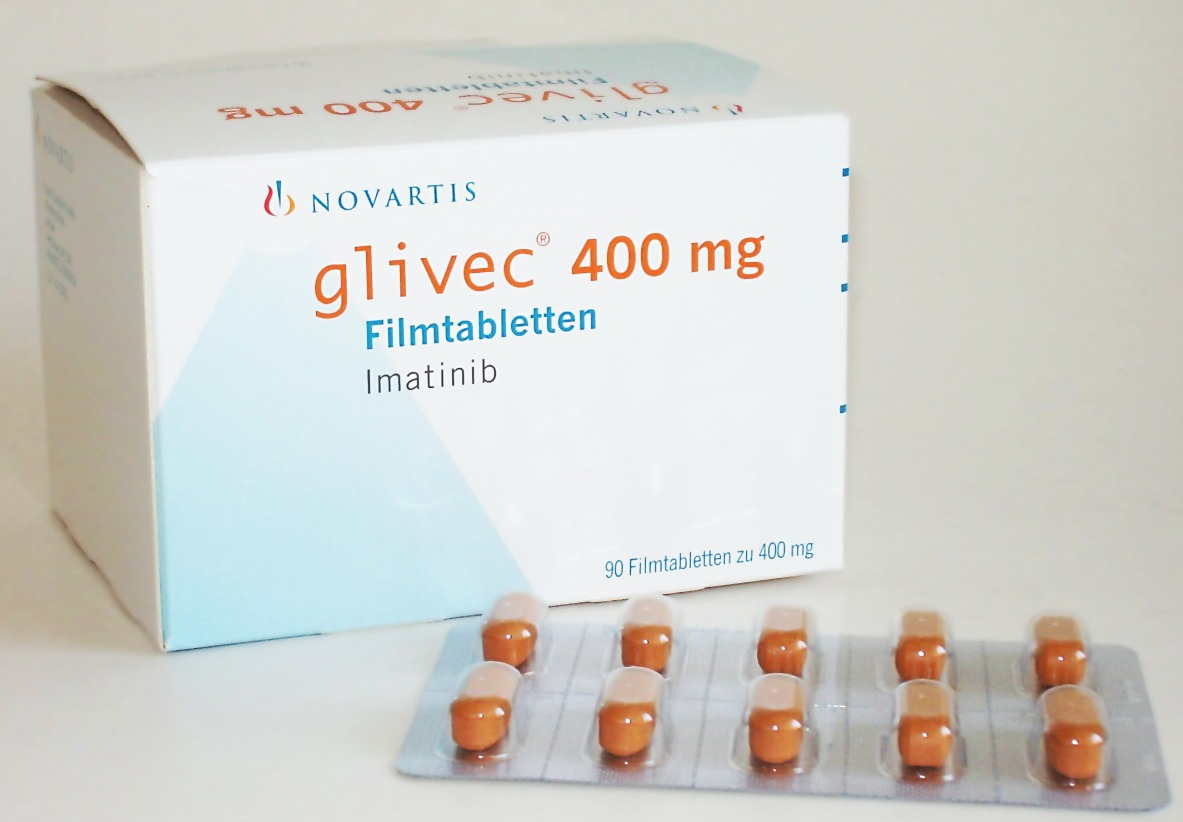
Opakowanie leku

- Glivec
- Imatinib Teva
- Nibix